# Siculo (mitologia)
Siculo o Sicelo (in greco antico: Σικελὸν?, Sikélos o Sicelus) è un eroe della mitologia greca, vissuto, a seconda delle fonti, prima o dopo la guerra di Troia.
È noto soprattutto per aver condotto il popolo dei Siculi in Sicilia. Tuttavia dai frammenti di Antioco di Siracusa la sua figura appare fondamentale per avere diviso le genti del regno di Italo in Siculi, Morgeti ed Itali.

## La figura mitologica di Siculo

### Antioco di Siracusa

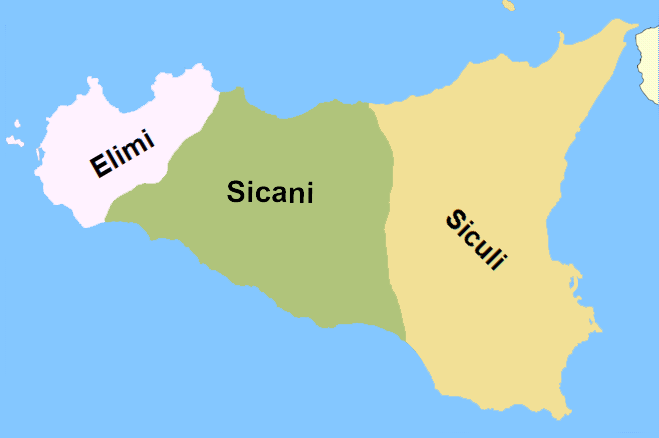
In giallo il territorio siciliano nel quale si insediarono i Siculi

Antioco è colui che ha tramandato la versione più dettagliata riguardo a Siculo. Ovvero la versione che poi darà adito ad una complessa discendenza che porta a derivare il regno di Siculo dall'originario regno di Italo.
(Dion. Hal., Antichità romane, I, 12, 3.)
Secondo Antioco, Siculo era un profugo del popolo dei Siculi — che a sua volta derivava dal popolo degli antichi Enotri — e fu loro eponimo, in quanto gli diede il proprio nome. Siculo proveniva da Roma. Antioco sostiene infatti che in principio il nucleo che componeva l'etnia laziale era siculo.
Antioco, in Dionigi di Alicarnasso e in Strabone, riferisce dell'esistenza di un re chiamato Italo che governava l'Enotria (la quale si estendeva dallo Stretto di Messina al Golfo di Napoli nel Tirreno e quasi fino al Golfo di Taranto nello Ionio). Ma quando Italo invecchiò, il suo regno passò a Morgete. In questo territorio giunse Siculo, esiliato da Roma, e alla corte del nuovo sovrano ricevette ospitalità.
Lo storico siracusano a questo punto informa che Siculo divenne potente, poiché divise il popolo del regno di Morgete e prese il comando di una parte dello stesso. Come conseguenza delle azioni di Siculo, le genti che abitavano in principio il regno di Italo vennero separate in tre differenti popolazioni: Siculi, Morgeti e Itali.
(Antioco FGrHist 555 F 9 in Dion. Hal., Antichità romane, I, 12, 3.)
Il popolo di Siculo venne scacciato dagli Enotri e dagli Opici. Riuscì a compiere la traversata in Sicilia, dove trovò rifugio definitivo, grazie ad un condottiero, eletto dalla colonia, di nome Stratone.

### Ellanico di Lesbo
Secondo Ellanico, Siculo, eponimo del popolo dei Siculi (divenuto tale una volta giunto in Sicilia) e loro condottiero, visse intorno al periodo che comprende il ventiseiesimo anno del sacerdozio di Alcione in Argo e tre generazioni prima della Guerra di Troia. In questo arco di tempo Siculo guidò il suo popolo nella seconda traversata per la Sicilia — secondo Ellanico infatti i Siculi, che prima di passare in Sicilia erano Elimi ed Ausoni d'origine italica, compirono due migrazioni: la prima comprese gli Elimi, che fuggivano dagli Enotri, e cinque anni dopo giunse Sicelo con gli Ausoni.
Il popolo oppressore che costrinse i Siculi all'abbandono dell'Italia era, secondo Ellanico, quello degli Iapigi. Così il popolo giunse in principio nelle parti dell'Etna, e l'isola, che da prima si chiamava Sicania, mutò il proprio nome in Sicilia, derivandolo dal sovrano dei Siculi: Sichelo.
Anche Stefano di Bisanzio conserva il ricordo della testimonianza ellanica, però l'epitome riferisce di un solo esodo, e non di due come risulta invece dallo nello scritto di Dionigi. Stefano menziona l'esodo degli Ausoni, avvenuto sempre sotto il comando di Sichelo, il quale divenne re della Sicilia.

### Filisto di Siracusa
In Filisto, Sichelo viene definito eponimo del popolo dei Siculi, che egli stesso guida verso la Sicilia. Afferma lo storico siracusano che Sichelo (o Siculo) era figlio del re Italo. Un ligure, poiché per Filisto i Siculi sono in realtà Liguri, che, cacciati dagli Umbri e dai Pelasgi, mutano il loro nome dopo la traversata nell'isola mediterranea, avvenuta 80 anni prima della Guerra di Troia.

### Pseudo-Scimno
Nello pseudo-Scimno Siculo viene indicato come sovrano dell'isola, e da lui la Sicilia avrebbe preso il nome Sikelìa.

## Principali divergenze tra le versioni
Nelle versioni degli autori antichi che parlano di Siculo, esistono parecchie divergenze che non permettono di trovare un sincronismo tra esse.

### Origine dei Siculi
Anzitutto l'origine del popolo che Siculo guidò o dal quale comunque proveniva: per Antioco i Siculi sono Enotri stanziatisi nel Lazio; per Ellanico sono piuttosto Elimi ed Ausoni; mentre per Filisto sono dei Liguri.
Così come diverge l'identificazione dei popoli dai quali i Siculi vennero scacciati: per Antioco sono Enotri e Opici; per Ellanico si tratta di Iapigi; per Filisto fuggono da Umbri e Pelasgi.
Inoltre non coincide nemmeno il momento in cui, secondo le versioni, il popolo di Siculo prese questo etnonimo: Antioco sostiene che i Siculi si chiamarono così quando Siculo si trovava ancora in Italia, sotto il regno di Morgete. Ellanico e Filisto sostengono invece che Siculo diede il proprio nome ai Siculi solo dopo la traversata in Sicilia.

### Siculo, Italo e Morgete
Nel rapporto fra Siculo e Italo vi sono nette differenze: Ellanico non ricorda l'esistenza di questa figura. Secondo Filisto, Siculo avrebbe un diretto legame di parentela con il sovrano che governava i Liguri, in quanto sarebbe stato suo figlio. Differenza sostanziale con la versione di Antioco che fa di Siculo un successore al trono di Italo, re degli Enotri e non dei Liguri, non implicando alcuna parentela di sangue tra i due. Nella rappresentazione antiochea infatti le figure di Italo e Morgete appaiono come dei basileus dotati di potere «personale e territoriale» che tramite un riconoscimento militare — per cui il successore poteva giungere anche da fuori, come nel caso di Sichelo — facevano avvenire il passaggio di potere dal vecchio al giovane; in sostanza una diadoche.
Tucidide dal canto suo rafforza l'origine di un Italo imparentato con i Siculi, in quanto asserisce che il sovrano leggendario era re dei Siculi, e fu egli a dare il nome alla parte di terra geografica dove il suo popolo era stanziato. Ma Tucidide, il quale concorda con Ellanico nel catalogare i Siculi come Italici — ed anzi afferma che una parte dei Siculi rimase in Italia — sembra ignorare l'esistenza di un personaggio di nome Siculo o Sichelo/Sicelo.
Nemmeno la figura di Morgete mette d'accordo le fonti: Ellanico ignora la sua esistenza, e anche Filisto. L'unico che lo pone in relazione con Siculo è Antioco.

## Implicazioni con la tirannide siracusana

### Il ruolo di Siculo
Dionigi di Alicarnasso basandosi sullo scritto di Antioco, afferma l'esistenza di una terza Roma antecedente alla fondazione del discentente di Enea, Romolo, e anche alla presenza di Evandro sul Palatino. Una terza Roma — che per antichità sarebbe quindi la prima — dalla quale discenderebbe l'eroe Sikelo.
(Dion. Hal., Ant. Rom., 1, 73, 4. FGrHist 555 F 6.)

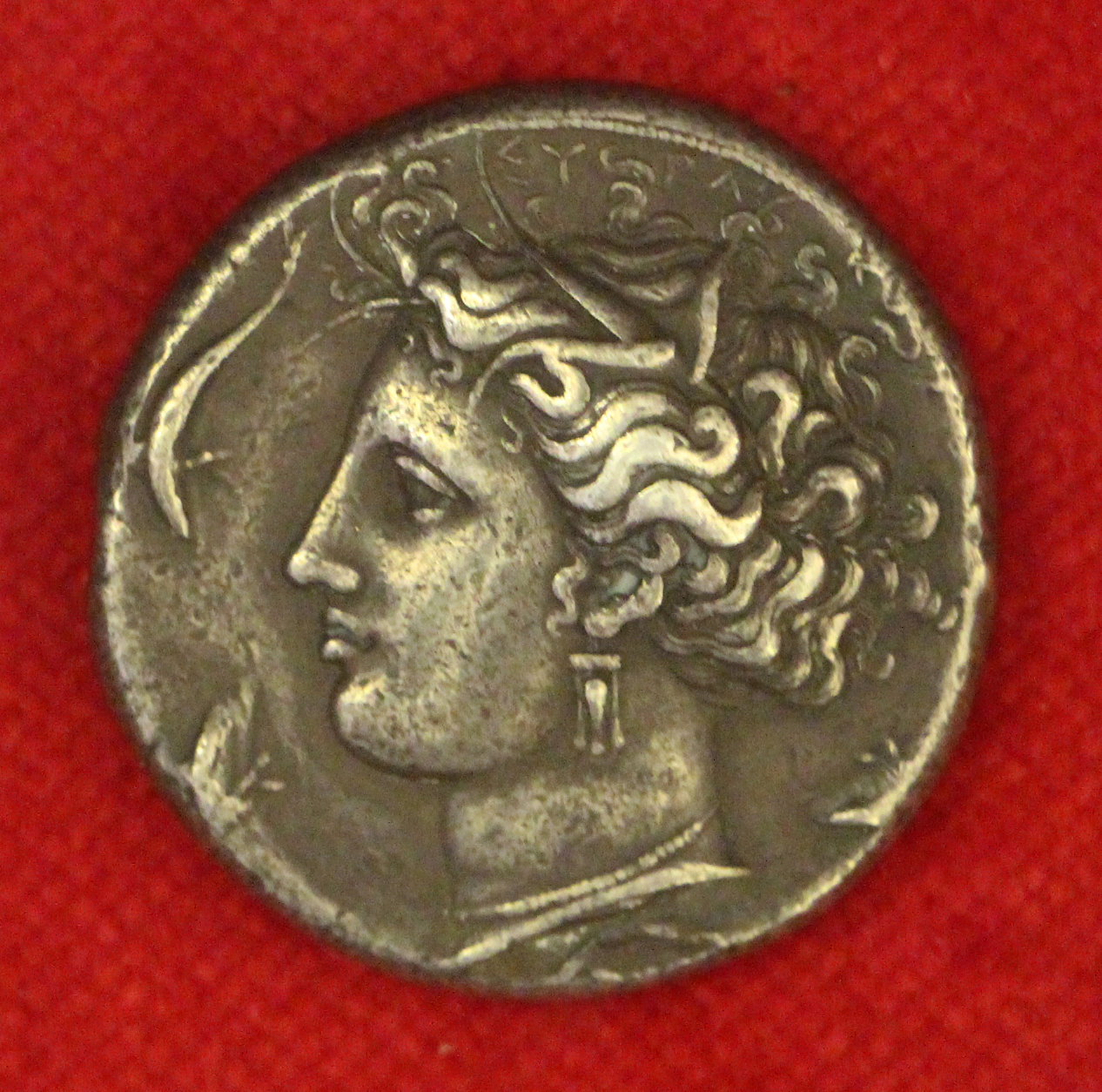
Decadracma di Siracusa (Euainetos), coniata dopo la sconfitta di Atene in Sicilia.

La figura dell'eponimo dei Siculi sarebbe nata per sottolineare le relazioni amichevoli che vi erano all'epoca tra la politica di Siracusa e la nascente Roma. L'eroe romano avrebbe unito le origini della polis siciliana con quelle dell'urbe. La tradizione antiochea, resa nota da Dionigi, è stata dunque posta in relazione con il contesto storico nel quale si suppone visse Antioco. Questo contesto era fortemente influenzato dalla Tirannide siracusana. In particolar modo è stato supposto che il periodo nel quale lo storico siracusano elaborò il mito di una Roma dalle origini sicule, possa corrispondere a tre particolari momenti della suddetta tirannide:
- Al periodo in cui regnarono i Dinomenidi; per via delle donazioni di frumentationes elargite dalla Sicilia a Roma.[17]
- Durante la leadership di Ermocrate; si sostiene che Antioco «nel ricostruire l'etnografia italica e siciliana, avesse messo la propria penna al servizio di Ermocrate»,[18] il cui discorso, incentrato sull'orgoglio nazionale — è in questo momento che compare per la prima volta il termine siceliota —, contro l'invasore attico, viene reso noto nello scritto di Tucidide.
- Nei primi anni del governo di Dionisio I; Antioco potrebbe essere stato il filtro della propaganda dionisiana. Del resto vi sono parecchie e importanti coincidenze con i confini del regno di Italo, le successive mosse dei suoi discendenti e la reale azione politica del tiranno. Come ad esempio l'originale nucleo che tracciava i confini di Italo: corrispondente all'intervento dionisiano sull'istmo fra il golfo Scilletico e quello Lametico.[19] Qui in mezzo Dionisio tentò di far costruire un vasto muro che aveva il compito di separare la regione calabra, letteralmente.[20]

Il Brancaccio vede nei confini fisici di Antioco una rivendicazione anti-ellenica. Questa si adatterebbe sia con una politica ermocratea, volta a proteggere l'identità della Sicilia e dell'Italia dalle mire egemoni di Atene, e sia alla politica filo-dionisiana, la quale avversava la grecità italiota e mirava a sottometterla. Quella dionisiana, alla quale Antioco sarebbe relazionato, è una politica strettamente filo-barbarica, che viene intesa dallo storico Piganiol — nella figura di Dionisio I — in questi termini:
(André Piganiol, Le conquiste dei romani. Fondazione e ascesa di una grande civiltà, 2010, p. 136.)

#### Nei Sikelika di Filisto
Filisto, divulgatore della propaganda dionisiana, accostando i Siculi ai Liguri avrebbe in realtà lanciato un messaggio propagandistico a favore dell'alleanza esistente all'epoca tra i Siracusani e alcune tribù dei Celti. I Liguri sarebbero stati visti come popolo che precedette l'elemento celtico nei luoghi di fondazione siracusana in Adriatico, dove effettivamente è stata accertata la presenza ligure. Facendo dei Siculi un solo popolo con i Liguri, Filisto asseriva che i Siracusani — i quali traevano origine dai Siculi — erano legati ai Celti. Inoltre le primissime origini di Roma venivano sempre più legate alla storia di Siracusa: nella tradizione romana è attestata l'originaria presenza di Siculi e di Liguri nel Septimontium, i quali vennero scacciati dagli Argei, giunti al seguito di Eracle. E il ruolo di Siculo sarebbe risultato estremamente significativo nella sua narrazione, l'eroe eponimo e il suo legame con Italo sarebbe servito infatti a legittimare l'«archè tes Italias Kai Sikelias dionisiano».

## Siculo nella mitografia medievale e moderna

### NellaGenealogia deorum gentiliumdi Boccaccio

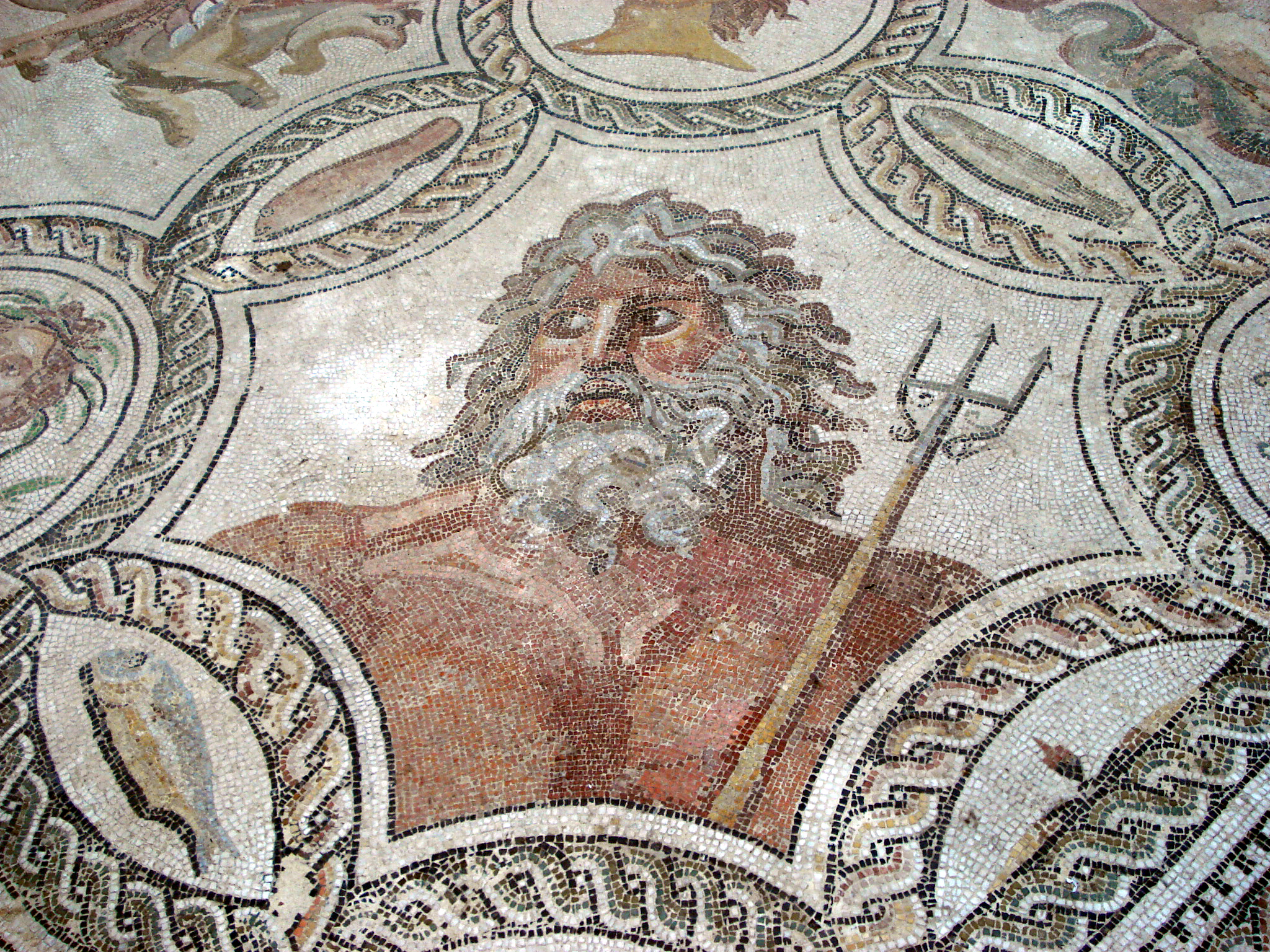
Boccaccio dice che Siculo e Sicano erano figli di Nettuno (nell'immagine il Nettuno del Mosaico delle Stagioni, museo di Palermo)

Giovanni Boccaccio descrive brevemente la figura di Siculo nella sua Genealogia deorum gentilium (1360), dove cerca di far luce, in maniera allegorica, sulle divinità che componevano il pantheon dell'Antica Grecia e dell'Antica Roma. Nel 10º libro conferisce all'eroe mitologico una genealogia che lo collega direttamente agli dei.
Boccaccio scrive che Gaio Giulio Solino, asseriva che Siculo era figlio del dio Nettuno. L'autore medievale, informa che Teodonzio (mitografo probabilmente inventato dallo stesso Boccaccio) faceva di Siculo il successore di Sicano — anch'egli figlio del dio Nettuno — e che da lui la Sicilia derivò il nome.
Paolo da Perugia affermava, per testimonianza di Boccaccio, che Siculo era figlio di Corito e di Elettra, nonché fratello di Dardano. Però, poiché egli andò per mare navigando dalla Toscana fino alla Sicilia, fu detto figlio del dio del mare, Nettuno.

### Nella leggenda di Dardano
Boccaccio parla ancora di Siculo, e lo fa in una delle sue primissime opere: Filocolo (1336) e in Comedia delle ninfe fiorentine (1341/1342).
Narra Boccaccio che Corito ed Elettra ebbero tre figli: Italo, Dardano e Siculo. Quando il padre morì, vi fu una lotta per la successione. Italo ereditò l'Italia per volere divino, seguendo l'oracolo di Marte. Gli altri due fratelli con le loro genti vagarono in cerca di altre terre. Dardano allora si portò in Oriente, dove edificò la città di Troia. Mentre Siculo popolò per primo la Sicilia.
In un'altra versione della medesima leggenda medievale — diffusasi in Toscana, ma comunque d'incerta origine — Siculo è figlio di Atlante e rincorre il fratello Dardano, fratricida, che per sfuggire alla furia di Siculo e Atlante fugge in Asia dove fonda Dardania, ma solo il nipote fonderà Tros, che fu chiamata città di Troia, i cui discendenti saranno poi i Romani che giungeranno nell'Etruria abitata dai Tirreni.
(Bartolomeo Sestini, La Pia de' Tolomei, 25)

### Il falso storico di Annio e la genealogia spagnola

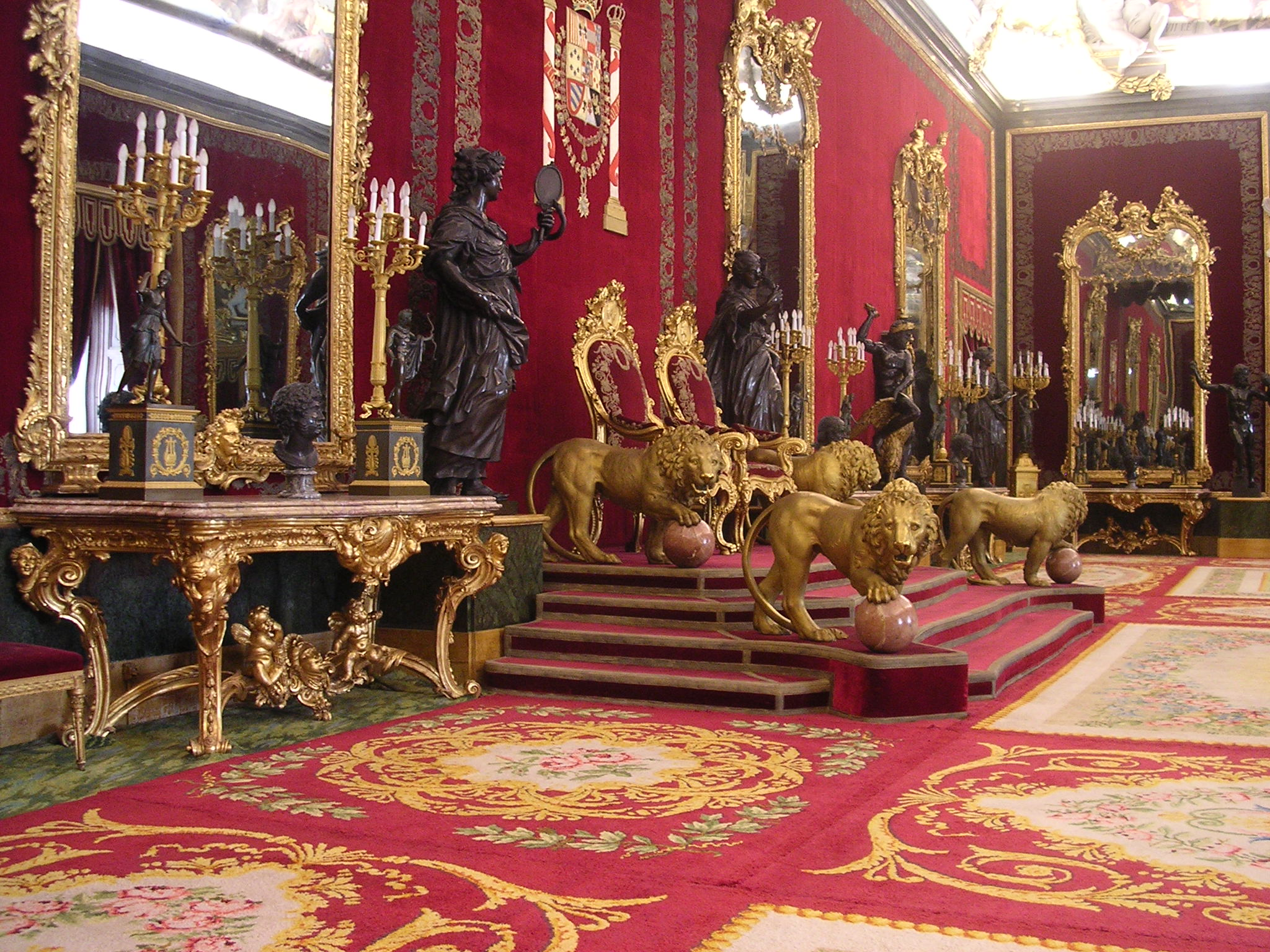
La sala del trono nel palazzo reale di Madrid (riedificato durante il regno di Filippo V, ultimo sovrano di Spagna e Sicilia)

I secoli XV, XVI e XVII, corrispondenti alla dominazione spagnola sulla Sicilia, furono quelli dove si sviluppò e si divulgò la prima storia della Spagna, scritta da autori vicinissimi ai sovrani spagnoli e per questo connotata da grandi risvolti politici. Gli eruditi spagnoli cercavano al tempo di far luce sulle proprie origini; ciò accadde soprattutto durante il cosiddetto Siglo de Oro (il Secolo d'Oro della Spagna), inaugurato dall'imperatore asburgico Carlo V.
Tutto nacque, si sostiene, dallo scritto fine-quattrocentesco di Annio da Viterbo (un italiano ritenuto falsario storico dai più, ma ancora accreditato secondo alcuni), il quale nel 1498 scrisse una monumentale opera intitolata Antiquitatum variarum volumina XVII, incentrata sullo sconvolgimento, e totale reinvenzione, della storia universale. 
Nanni approfittò del desiderio di rivalsa della nascente monarchia spagnola unificata, la quale, volendo affermare la propria supremazia storica, che doveva partire dall'inizio dei tempi per contrastare l'affermata colonizzazione romana, accettò, e in un certo senso sponsorizzò, la genealogia anniana che riscopriva le illustre origini spagnole. 
A questo proposito Nanni elaborò una Cronica degli antichi Re di Spagna; che egli dice redatta dalla fonte di Beroso (il cui testo più di tutti conservava memorie post-diluviane), nella quale si elencavano 27 nomi di personaggi mitici, che andavano a comporre il gruppo dei primi re di Spagna. Tra questi vi era Siculo, discendente di Atlante, ma vi era anche tutta la sua genealogia, ovvero dal padre ai fratelli, che furono tutti sovrani di Spagna (in riferimento all'Iberia preistorica). Lo storico formò un'autoctonia di tradizione iberica:
(Pedro Salazar de Mendoza (1549 - 1629), Origen de las dignidades seglares de Castilla y León, lib. I, 5.)
Dunque i siciliani altro non sarebbero che spagnoli fuori patria, il che univa significativamente i due popoli, dando tra l'altro alla Spagna il ruolo del dominio tra i due: Atlante era più antico di Siculo. Tuttavia la storia di Annio prese a scandalizzare i salotti dell'Europa (il laziale affermava molte altre cose insolite nei suoi volumi) e la sua genealogia venne tacciata di falsità.

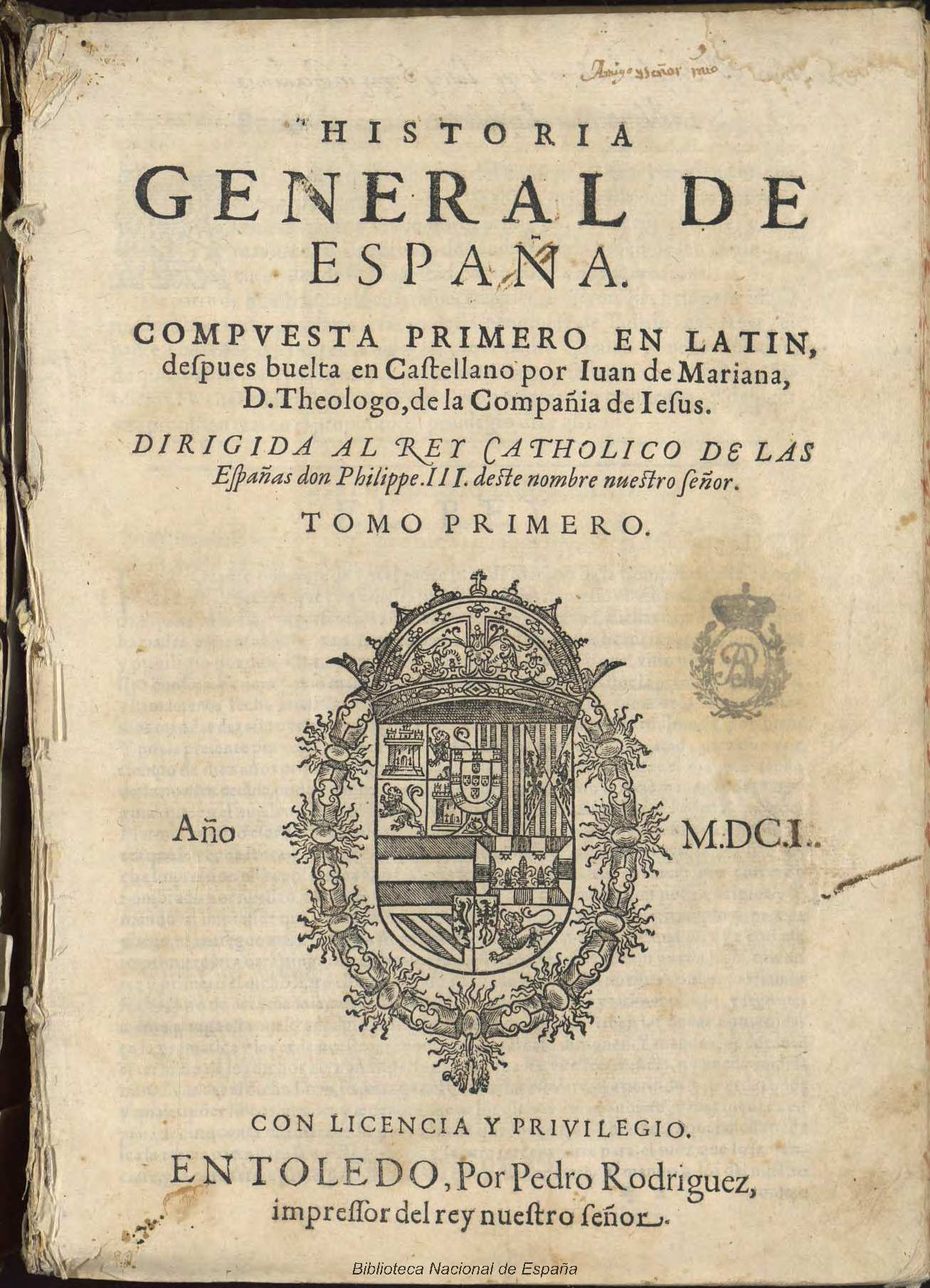
L'edizione del 1601 del libro di Juan de Mariana (edito per la prima volta nel 1592 a Toledo)

In questo contesto fece la sua apparizione un nuovo libro, sul finire del Cinquecento, edito stavolta dal gesuita Juan de Mariana (studioso molto stimato in Spagna), nel quale si rigettavano con decisione tutte le presunte origini italiche degli spagnoli: per lusingarli si era infatti arrivati a dire che la stessa Roma aveva avuto origine in terra iberica (compiacere, anche culturalmente, la potente Spagna era diventato un vezzo comune a molte persone dell'epoca).
Juan de Mariana rispose alle pubbliche accuse europee affermando che gli spagnoli non meritavano di essere presi in giro mentre cercavano di far luce sulle notizie più antiche che li riguardavano, e che non avevano bisogno di ascoltare simili adulazioni. Solo una di quelle notizie fu da egli salvata e rilanciata come vera: l'origine sicula (la storia spagnola di Juan rimarrà la più consultata in patria fino al XVIII secolo). Il gesuita sosteneva infatti che essa fosse veritiera poiché riportata anche da una solida fonte primaria: Filisto di Siracusa (al quale si aggiunsero poi altre fonti primarie più tardive).
Lo scritto di Filisto di cui parla Juan è quello in cui l'antico siracusano spiega le origini di Sicano (non di Siculo), dicendolo effettivamente originario della Spagna (antica Iberia): il popolo dei Sicani (che un tempo popolavano l'intera Sicilia e non solo il lato occidentale di essa) avrebbe preso il nome, secondo Filisto, da un fiume spagnolo odiernamente conosciuto come Segre (antico Sicano o Sicoris). Ma con il tempo si venne a creare confusione tra Sicani e Siculi e già Pausania il Periegeta mescolava i due popoli, facendone di essi uno solo. Nell'epoca moderna era forte la credenza che Siculi e Sicani rappresentassero la medesima etnia. Per cui gli spagnoli fecero di Siculo un nobile iberico. Ed essendo che i Siculi si stanziarono soprattutto nella zona sud-orientale di Sicilia (qui si trovavano le loro Ible e qui sorse la sicula Pantalica), la storia dei primi Iberi si unì così a quella primordiale della città che sarebbe divenuta una potenza di quelle coste e del mondo ellenico: la sicula Syraka (o Syrako), futura Siracusa.

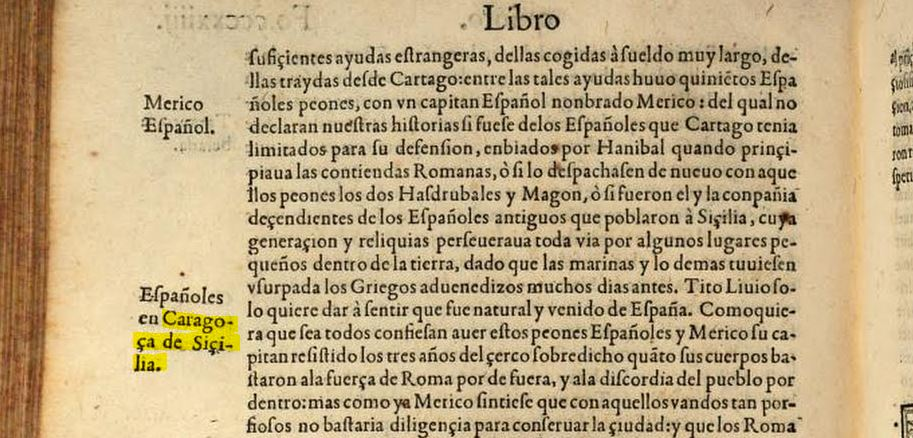
Il nome spagnolo di Siracusa: Çaragoça de Sicilia In giallo) in una delle pagine del libro edito nel 1553 e scritto da Florián de Ocampo, cronista dell'imperatore Carlo V d'Asburgo.

Narrarono i testi spagnoli che una colonia d'Iberi viveva a Syraka (los Españoles Siculos), in pace e tranquillità, ma che essi subirono uno sbarco a sorpresa da parte di gente greca che, violentemente, li conquistò.
Non è un caso che la storiografia iberica si sia concentrata proprio su Siracusa: non solamente questa città era ricca di fonti consultabili sparse per tutto il mondo antico, ma essa era anche il luogo dal quale ebbe inizio la prima dominazione siciliana: Syraka, divenuta ormai Syrakoussai (di costumi e parlata greca), aveva fondato colonie tutto intorno ad essa (dal suo entroterra montuoso settentrionale alla sua costa meridionale), e nel corso dei secoli aveva più volte ripopolato con propria gente vasta parte dell'isola maggiore del Mediterraneo: un buon esempio del suo opertato furono le città di Etna, Taormina e Messina (anch'essa rifondata e ripopolata da antichi Siracusani dopo che i Cartaginesi l'avevano rasa al suolo); limitando l'asserzione esclusivamente al lato geografico a essa più congeniale.
Per la Spagna, dunque, controllare il nome di Siracusa voleva dire controllare culturalmente la Sicilia stessa. Hanno scritto gli studiosi contemporanei a tal proposito:
(Francesco Benigno, Nicoletta Bazzano, Uso e reinvenzione dell'antico nella politica di età moderna, secoli XVI-XIX, 2006, p. 64.)
Gli storici spagnoli poi proseguirono con la loro storia più nobile e antica, che si intreccia ancora con quella di Siracusa: essi divulgarono di come Merico soldato di Spagna al serivio di Siracusa (la città era difatti abituata a servirsi largamente di mercenari iberici) la consegnò ai Romani (tradendo i siracusani, che si erano alleati con Cartagine pur di non darsi a Roma), ricevendo come ricompensa dall'esercito invasore una corona d'oro ed entrando trionfalmente nell'Urbe.